# Le Portique (centre régional d'art contemporain du Havre)
 (septembre 2014).
Si vous disposez d'ouvrages ou d'articles de référence ou si vous connaissez des sites web de qualité traitant du thème abordé ici, merci de compléter l'article en donnant les références utiles à sa vérifiabilité et en les liant à la section « Notes et références ».

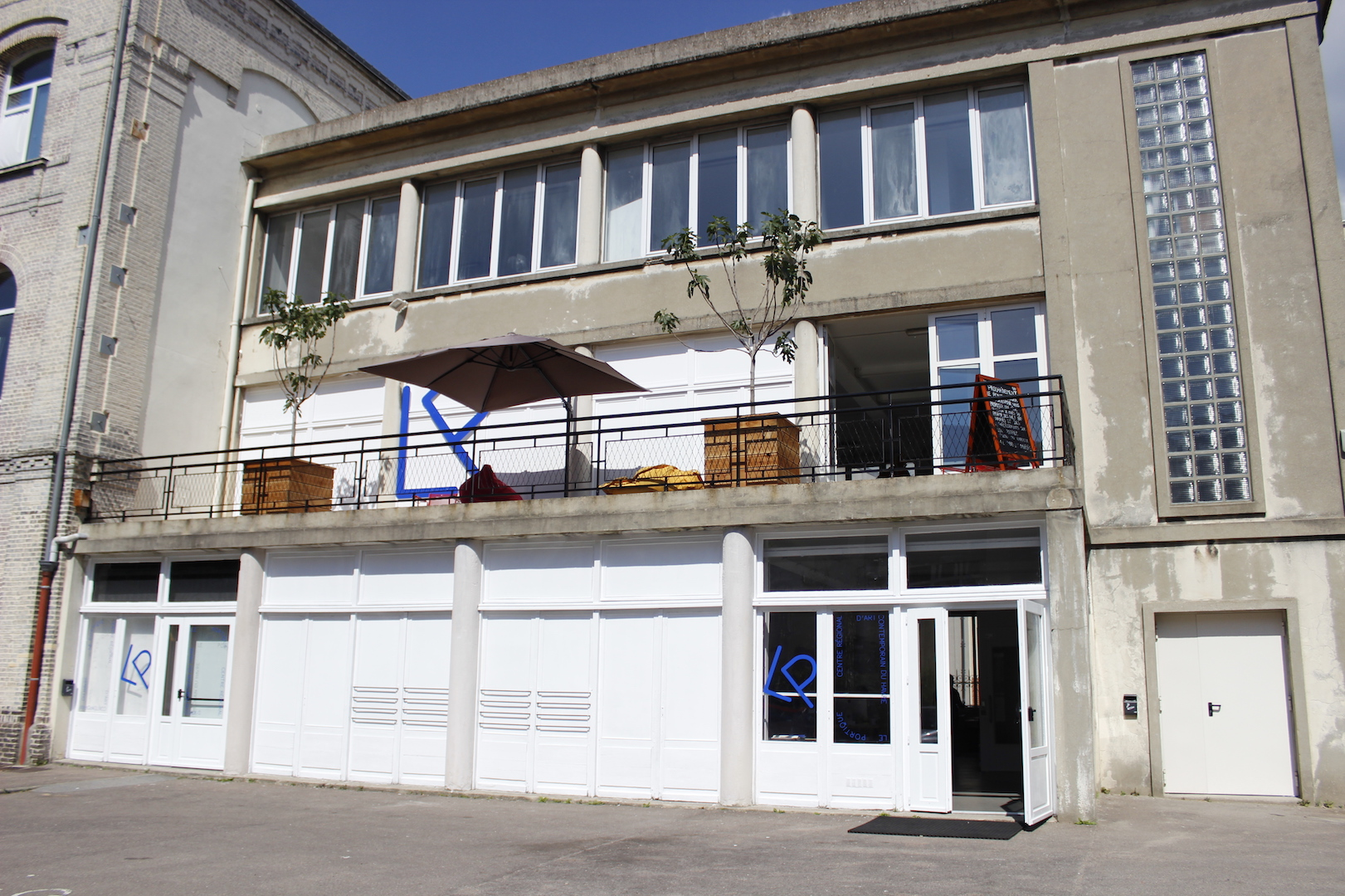
Vue extérieure du Portique centre régional d'art contemporain du Havre

Le Portique est un centre d'art contemporain au Havre, France. 
Chaque année, le Portique présente quatre à cinq expositions personnelles ou collectives.

## Présentation
Le Portique promeut et valorise la création contemporaine. Lieu de production et de diffusion, la structure œuvre au rayonnement de l'art contemporain et présente, dans le cadre de ses expositions, des artistes émergents et confirmés, qui explorent différents territoires de l'art.
Protéiforme, la programmation dresse un panorama de la création actuelle, convoquant divers médiums, multipliant les supports. Elle se déploie dans un bâtiment situé en plein cœur du centre ancien du Havre, inscrivant ainsi la culture dans le quotidien des habitants. L'une des missions du lieu est d’éduquer le regard et de favoriser l’accès à l’œuvre d’art. Ainsi, différents outils sont mis à la disposition des visiteurs pour prolonger l'expérience de l'exposition et approfondir ses connaissances. Une équipe de médiateurs complète ce dispositif destiné à encourager la pratique culturelle. Ateliers et visites sont organisés, invitant à découvrir les expositions et leur thématique. Ces sessions associent pratique artistique et découverte de l'histoire de l'art.
Le Portique est aussi actif dans le domaine de l'éducation artistique et culturelle, proposant de nombreuses interventions dans le milieu scolaire. Soucieuse de s'adresser à tous les publics, la structure organise également des actions à destination des publics "empêchés" par le prisme de conventions établies entre les secteurs de la santé et de la justice.
Nouant de nombreux partenariats avec des structures locales et régionales, Le Portique œuvre à la diffusion de la culture sur le territoire normand et auprès de différents publics.
Le Portique est conventionné avec le Ministère de la Culture - Drac de Normandie, la Région Normandie, le Département Seine-Maritime et la Ville du Havre.
Le Portique est membre de d.c.a / Association française de développement des centres d'art contemporain.
2022
- Bianca Argimón, Catharsis, 5 mars au 15 mai 2022

2021
- Philippe Decrauzat, Still (Times Stand), 30 octobre 2021 au 23 janvier 2022
- Théo Mercier,  Nécrocéan, 26 juin au 26 septembre 2021
- Tursic & Mille, The Postponed Show, 19 mai au 30 mai 2021

2020
- Mai-Thu Perret, Les Étangs, 24 octobre 2020 au 13 février 2021
- Mrzyk & Moriceau, Never Dream of Dying, 11 juillet au 27 septembre 2020
- Raphaël Zarka, Suite Gnomonique, 18 janvier au 14 mars 2020

2019
- Sven 't Jolle, A Touch of Class, Antagonims, 26 octobre au 21 décembre 2019
- Stephan Balkenhol, 29 juin au 29 septembre 2019
- Stephan Balkenhol à la Bibliothèque Oscar Niemeyer, 29 juin au 29 septembre 2019
- Morgane Tschiember,  HONEY, HONEY !, 30 mars au 1er juin 2019
- Patrick Tosani,  Prises d'air, 12 janvier au 9 mars 2019

2018
- Florian Pugnaire & David Raffini, Ressac, 23 juin au 23 septembre 2018
- Baldinger • Vu-Huu, Poly-, Pluri-, Multi-, 12 mai au 9 juin 2018
- Mathieu Mercier, La case départ, 16 février au 14 avril 2018
- Fragmentation 2, sélection d'oeuvres de la collection du Frac Champagne-Ardenne: Sylvie Auvray, Stéphane Calais, John Coplans, Eric Duyckaerts, Alain Fleischer, Michel Journiac, Mathieu Mercier, Arno Rafael Minkkinen, Laurent Montaron, Patrick Tosani, Holger Trülzsch, et exposition Brice Dupont, 11 novembre 2017 au 20 janvier 2018

2017
- Expositions Berthier, Ganivet, Thidet, Schweizer proposé dans le cadre d'Un été au Havre : Julien Berthier, Vincent Ganivet, Stéphane Thidet, Mathias Schweizer / 27 mai au 8 octobre 2017

2016
- La traversée des apparences : Karl-Sébastien Bigot, Aurélien Boiffier, Sylvaine Branellec, Arnaud Caquelard, Thomas Cartron, Lison de Ridder, Akira Inumaru, Roland Lauth, Kacha Legrand, Patrice Lemarié, Edwige Levesque, Jonathan Loppin, Laurent Martin, Géraldine Millo, Stéphane Montefiore , Cadine Navarro, Aurélie Sement, Laura Tillier, Julie Tocqueville, Sylvain Wavrant / 1er octobre au 10 novembre 2016

- Claude Closky, Objets, sacs, gens 2, 10 septembre au 10 novembre 2016
- Michel Blazy, Pull Over Time, 22 avril au 2 juillet 2016
- Norm, 20 mai au 2 juillet 2016
- TRACKS : Vincent Beaurin, Didier Courbot, Kevin Cadinot, Dominique Figarella, Jérôme Robbe, Morgane Tschiember / 5 février au 2 avril 2016

2015
- Charles Kalt, 1x de +, 19 décembre au 20 janvier 2016
- Pacifique(S) contemporain, 5 novembre au 15 décembre 2016
- Fragmentation 1 :  Michel Blazy, Anne Brégeaut, Thomas Fougeirol, Franck David, Charles Fréger, Douglas Gordon, Alain Séchas, Xavier Veilhan, Heidi Wood, Bill Woodrow, Frantz Zisseler (sélection d'œuvres du Frac Haute-Normandie) 11 septembre au 31 octobre 2015
- Gavillet & Rust, 23 mai 4 juillet 2015
- Vincent Mauger, Ni réponse, ni solution, 13 mars au 25 avril 2015
- POST-IT , 21 au 28 février 2015

2014
- Farah Atassi, 28 novembre 2014 au 24 janvier 2015
- Studio Orta, Positive Art for Positive Societies, 12 septembre au 8 novembre 2014
- Bruno Peinado, Tropicold, 18 avril au 21 juin 2014
- Cécile Bart, Posters, 24 janvier au 22 mars 2014

2013
- Jean Denant, Tout Corps d'État, 20 septembre au 23 novembre 2013
- Helmo, Stratigraphie, 13 mai au 29 juin 2013
- Nicolas Hérisson, 22 mars au 20 avril 2013
- Pierre-Laurent Cassière, Inertie, 1er février au 2 mars 2013

2012
- ...Philippe Ramette... , 9 novembre au 22 décembre 2012
- Atelier ter Bekke & Behage, Sans titre, 11 mai au 30 juin 2012
- Stéphane Vigny, Sculptures récentes, 27 janvier au 31 mars 2012

2011
- Sabine Meier, Défais, refais!, 17 septembre au 26 novembre 2011
- Change is good, MUSIC IS GOOD, 14 mai au 2 juillet 2011
- Lilian Bourgeat, 11 mars au 30 avril 2011

2010
- Guillaume Pinard, OTTO, 1er octobre au 27 novembre 2010 dans le cadre de la Biennale d'Art contemporain du Havre
- Flag, De l'autre côté, 3 mai au 2 juillet 2010
- Bernard Piffaretti, Sarabande, 5 février au 3 avril 2010

2009
- François Lewyllie, Show Off, 10 décembre 2008 au 14 février 2009
- Laurent Grasso, Les nuages... Là-bas... Les merveileux nuages, 9 octobre au 21 novembre 2009
- Mathias Schweizer, Malamerde, 16 mai au 4 juillet 2009

2008
- Mohamed El Baz, Stand Up  Love Supreme, 30 juin au 11 octobre 2008

## Médiation culturelle
Le Portique vise à privilégier le rapport direct entre artistes et publics, notamment grâce à la médiation culturelle. Son but est en effet de sensibiliser un vaste public à l’art contemporain. Il organise différents projets et événements in situ mais également hors les murs, permettant au plus grand nombre de s’interroger sur les problématiques liées à l’art contemporain, qui s'adresse à tous les âges, novices ou initiés. 